# Tour de Lombok
El Tour de Lombok es una carrera ciclista por etapas que se disputa en la isla de Lombok, Indonesia. Su primera edición se disputó en 2017 formando parte del UCI Asia Tour dentro de la categoría 2.2 (última categoría del profesionalismo).
La primera edición fue ganada por el australiano Nathan Earle.

## Palmarés
| Año  | Ganador       | Segundo              | Tercero            |
| ---- | ------------- | -------------------- | ------------------ |
| 2017 | Nathan Earle  | Benjamín Prades      | Davide Rebellin    |
| 2018 | Álvaro Duarte | Muhamad Zawawi Azman | Wilmar Jahir Pérez |

## Palmarés por países
| País      | Victorias |
| --------- | --------- |
| Australia | 1         |
| Colombia  | 1         |